# Chrysopilus tsacasi
Chrysopilus tsacasi är en tvåvingeart som beskrevs av Thomas 1979. Chrysopilus tsacasi ingår i släktet Chrysopilus och familjen snäppflugor.
Artens utbredningsområde är Marocko. Inga underarter finns listade i Catalogue of Life.